# Michał Włodarek
Michał Włodarek (ur. 28 maja 1984 w Poznaniu) – polski zawodnik mieszanych sztuk walki (MMA) wagi ciężkiej oraz grappler. Były zawodnik organizacji KSW.

## Kariera MMA

### Amatorska kariera
Przed zawodową karierą stoczył dwie zwycięskie walki m.in. z Łukaszem Kosiorekiem oraz Mirosławem Oknińskim. Podczas pojedynku z tym drugim, wygrał w Holandii mistrzostwo Europy amatorskiego Shooto.

### Początki zawodowej kariery
Zawodowo w mieszanych sztukach walki zadebiutował 13 marca 2010 roku na gali Ring XF 1 – First Battle, gdzie stoczył jednego wieczoru aż dwie walki z polskimi zawodnikami. Najpierw poddał duszeniem trójkątnym Marcina Wójcika w drugiej rundzie pojedynku. W drugim pojedynku znokautował Jacka Czajczyńskiego już w pierwszej rundzie.
10 czerwca 2011 podczas gali Victory and Glory pokonał jednogłośnie na punkty po trzech rundach Daniela Omielańczuka.

### KSW
Pod koniec 2013 roku Włodarek poinformował, że prowadzi negocjacje dotyczące podpisania przez niego kontraktu z Konfrontacją Sztuk Walki. 
Dla największej polskiej federacji zadebiutował 4 października 2014 na gali KSW 28: Fighters' Den. Już w niemal 27 sekund znokautował Michała Andryszaka.
21 lutego 2015 podczas gali KSW 30: Genesis pokonał jednogłośnie na pełnym dystansie trzech rund Szymona Bajora.
31 października 2015 w Londynie na gali KSW 32: Road to Wembley został zdyskwalifikowany w starciu z Olim Thompsonem, za dwukrotne uderzenie Anglika kolanem w parterze, gdy ten próbował wstawać, tym samym rozcinając mu łuk brwiowy. Thompson błyskawicznie zasygnalizował do sędziego, że nie chce dalej walczyć, w związku z tym Włodarek odniósł pierwszą porażkę w zawodowej karierze.
Rok później podczas gali KSW 36: Trzy Korony zmierzył się z byłym pretendentem do pasa KSW w wadze ciężkiej – Michałem Kitą. Przegrał pod koniec pierwszej rundy, w której to odklepał duszenie gilotynowe.
Po trzyletniej przerwie powrócił do walk i 7 grudnia 2019 na gali KSW 52: Race znokautował już w 34 sekundy debiutującego w federacji Chorwata, Srđana Marovicia.
20 marca 2021 podczas wydarzenia KSW 59: Fight Code zmierzył się z byłym zawodnikiem UFC, doświadczonym Serbem, Darko Stošiciem. Pojedynek od początku pierwszej rundy prowadził Serb, który często obalał Włodarka i kontrolował go z góry. W drugiej rundzie ostatecznie znokautował w parterze Włodarka.

### Hybrid MMA
Po blisko 4 latach przerwy stoczył pojedynek dla organizacji Hybrid MMA. Włodarek zawalczył w walce wiereczoru gali Hybrid MMA 7: Lucky Seven, która odbyła się 7 marca 2025 w Lesznie. Jego rywalem był Mołdawianin, Ion Grigore. Włodarek zwyciężył w pierwszej rundzie przez poddanie się rywala po łokciach w parterze.

## Osiągnięcia[20]

### Submission fighting
- 25.04.2009: V Mistrzostwa Polski ADCC – 1. miejsce.

- 19.03.2011: Mistrzostwa Polski No Gi, niebieskie pasy – 1. miejsce, kat. +97,49 kg[21].

### Mieszane sztuki walki
- 25.01.2009: Mistrzostwa Polski północnej amatorskiego MMA – 1. miejsce, kat. +93 kg[22].
- 26.04.2009: Mistrzostwa Polski amatorskiego MMA – 1. miejsce, kat. +93 kg[23].
- 27.06.2009: Mistrzostwa Europy w Shooto MMA w Holandii – 1. miejsce, kat. +100 kg[3].

## Lista walk w MMA

### Zawodowe
| Wynik     | Bilans | Przeciwnik (bilans przed walką) | Rozstrzygnięcie                       | Runda | Czas | Rozgrywki                                | Data       | Miejsce      | Uwagi         |
| --------- | ------ | ------------------------------- | ------------------------------------- | ----- | ---- | ---------------------------------------- | ---------- | ------------ | ------------- |
| Wygrana   | 9-3    | Ion Grigore (12-9)              | TKO (poddanie po łokciach w parterze) | 1     | 2:51 | Hybrid MMA 7: Lucky Seven                | 07.03.2025 | Leszno       | Main Event.   |
| Przegrana | 8-3    | Darko Stošić (13-4)             | KO (cios młotkowy w parterze)         | 2     | 4:40 | KSW 59: Fight Code                       | 20.03.2021 | Łódź         |               |
| Wygrana   | 8-2    | Srđan Marović (4-0)             | TKO (ciosy pięściami)                 | 1     | 0:34 | KSW 52: Race                             | 07.12.2019 | Gliwice      |               |
| Przegrana | 7-2    | Michał Kita (16-8)              | Poddanie (duszenie gilotynowe)        | 1     | 4:47 | KSW 36: Trzy Korony                      | 01.10.2016 | Zielona Góra |               |
| Przegrana | 7-1    | Oli Thompson (15-8)             | Dyskwalifikacja (nielegalne kolano)   | 3     | 1:42 | KSW 32: Road to Wembley                  | 31.10.2015 | Londyn       |               |
| Wygrana   | 7-0    | Szymon Bajor (14-5)             | Decyzja (jednogłośna)                 | 3     | 5:00 | KSW 30: Genesis                          | 21.02.2015 | Poznań       |               |
| Wygrana   | 6-0    | Michał Andryszak (12-4)         | TKO (ciosy pięściami)                 | 1     | 0:27 | KSW 28: Fighters' Den                    | 04.10.2014 | Szczecin     | Debiut w KSW. |
| Wygrana   | 5-0    | Jacek Czajczyński (6-5)         | Decyzja (jednogłośna)                 | 3     | 5:00 | Fighters Arena 8: Night of Heavyweights  | 24.05.2013 | Bełchatów    |               |
| Wygrana   | 4-0    | Daniel Omielańczuk (4-2-1)      | Decyzja (niejednogłośna)              | 2     | 5:00 | Victory and Glory                        | 10.06.2011 | Siedlce      |               |
| Wygrana   | 3-0    | Aleksander Mędrala (1-2)        | TKO (przerwanie przez lekarza)        | 2     | 0:20 | Quest Arena 2: Krysztofiak vs. Karttunen | 17.04.2011 | Poznań       |               |
| Wygrana   | 2-0    | Jacek Czajczyński (1-2)         | TKO (przerwanie przez narożnik)       | 1     | 5:00 | Ring XF 1 – First Battle                 | 13.03.2010 | Zgierz       |               |
| Wygrana   | 1-0    | Marcin Wójcik (1-3)             | Poddanie (duszenie trójkątne)         | 2     | 1:25 | Ring XF 1 – First Battle                 | 13.03.2010 | Zgierz       |               |

### Amatorskie
| Wynik   | Bilans | Przeciwnik        | Rozstrzygnięcie       | Runda | Czas | Rozgrywki                                          | Data       | Miejsce    | Uwagi                                                        |
| ------- | ------ | ----------------- | --------------------- | ----- | ---- | -------------------------------------------------- | ---------- | ---------- | ------------------------------------------------------------ |
| Wygrana | ?      | Mirosław Okniński |                       | 1     | ?    | Shooto Holland: European Amateur Championship 2009 | 27.06.2009 | Deventer   | Wygrał mistrzostwo Europy amatorskiego Shooto w kat. +100 kg |
| Wygrana | ?      | Łukasz Kosiorek   | TKO (ciosy pięściami) | 1     | ?    | MX – Maximus 1                                     | 09.05.2009 | Szczecinek |                                                              |